# Глајсцелен-Глајсхорбах
Глајсцелен-Глајсхорбах (њем. Gleiszellen-Gleishorbach) општина је у њемачкој савезној држави Рајна-Палатинат. Једно је од 74 општинска средишта округа Зидлихе Вајнштрасе. Према процјени из 2010. у општини је живјело 768 становника. Посједује регионалну шифру (AGS) 7337029.

## Географски и демографски подаци
Глајсцелен-Глајсхорбах се налази у савезној држави Рајна-Палатинат у округу Зидлихе Вајнштрасе. Општина се налази на надморској висини од 216 метара. Површина општине износи 5,3 km². У самом мјесту је, према процјени из 2010. године, живјело 768 становника. Просјечна густина становништва износи 144 становника/km².